# جيزا ايمري
جيزا ايمري (بالمجرية: Imre Géza)‏ (و. 1974  م) هو مبارز بالسيف مجري، ولد في بودابست، شارك في الألعاب الأولمبية الصيفية 2012، والألعاب الأولمبية الصيفية 1996، ومبارزة سيف الشيش في الألعاب الأولمبية الصيفية 1996 – رجال دون سيف ‏، والألعاب الأولمبية الصيفية 2004، والألعاب الأولمبية الصيفية 2008، والألعاب الأولمبية الصيفية 2016.

## روابط خارجية
- جيزا ايمري على موقع الاتحاد الدولي للمبارزة (الإنجليزية)
- جيزا ايمري على موقع الاتحاد الأوروبي للمبارزة (الإنجليزية)
- جيزا ايمري على موقع اللجنة الأولمبية الدولية (الإنجليزية)
- جيزا ايمري على موقع أوليمبيديا (الإنجليزية)
- جيزا ايمري على موقع اللجنة الأولمبية المجرية (الهنغارية)